# Maria de Bourbon, Condessa de Saint-Pol
Maria de Bourbon, Condessa de Saint-Pol (La Fère, 30 de Maio de 1539 - Pontoise, 7 de abril de 1601) era uma nobre francesa filha de Francisco de Bourbon, Conde de Saint-Pol e de Adriana de Estouteville. A sua avó materna era Maria de Luxemburgo (1462-1546), Condessa de Saint-Pol.
Maria de Bourbon, reúne os títulos de Duquesa de Estouteville (herdado da mãe) e o de Condessa de Saint-Pol (herdado da avó materna).

## Biografia
Em 1546 Maria sucede ao seu irmão Francisco II, que morrera com doze anos, como condessa de Saint-Pol sob a tutela da sua mãe Adriana de Estouteville. 
A 14 de junho de 1557, Maria casa com o seu primo co-irmão João de Bourbon, Conde de Soissons (1528-1557), mas este vem a falecer a 10 de agosto do mesmo ano na batalha de Saint-Quentin.
Com a paz entre França e Espanha, estabelecida pelos Tratados de Cateau-Cambrésis, o rei Henrique II de França, permite que Adriana de Estouteville readquire do Imperador o Condado de Saint-Pol, após o que recuperou de Margarida de Parma, governadora dos Países Baixos Espanhóis, o recebimento dos respetivos rendimentos.
Em 1560, quando a sua mãe morre, Maria de Bourbon encontrava-se já casada em segundas núpcias com o duque de Nevers Francisco I de Nevers (viúvo de Margarida de Bourbon-Vendôme, prima de Maria). Francisco vem a morrer um ano mais tarde, em 1561, e deste casamento não houve descendência.
A 2 de julho de 1565, Maria vem a casar uma terceira vez com o Léonor de Orleães, Duque de Longueville e Conde Soberano de Neuchâtel. Maria assegura a regência dos estados durante 28 anos, entre 1573 e 1601, desde a morte do seu marido até à sua própria morte.
Maria morre em 7 de abril de 1601, sendo sepultada na abadia Beneditina de Valmont.

## Descendência
Apesar de ter casado três vezes, Maria só teve descendência da sua terceira união com Léonor de Orleães-Longueville:
1. Carlos (Charles), morto na infância[3] ;
2. Carlos (Charles), segundo do nome e também morto na infância ;
3. Henrique (Henri) (1568-1595), que sucedeu ao pai como Duque de Longueville e Príncipe de Neuchâtel, e à mºae como Duque de Estouteville ;
4. Francisco (François) († 1631), que sucedeu à mãe como Conde de Saint-Pol ;
5. Léonor, morto na infância ;
6. Margarida (Marguerite), († 1615), demoiselle d'Estouville, sem descendência;
7. Antonieta (Antoinette) (1572-1618), casou com Carlos de Gondi (filho do Duque de Retz, Alberto de Gondi), com geração ;
8. Leonor (Éléonore) (1573 - 1639), senhora de Gacé, feudo herdado da família materna (Estouteville), casou com Carlos de Goyon de Matignon (1564-1648), de onde descendem os Matignon-Grimaldi, Príncipes de Mónaco.